# 薩提斯·庫瑪
薩提斯·庫瑪（英語：Satish Kumar，1936年—），印度社会运动家、和平朝圣者、学者、教育家及精神导师。
薩提斯·庫瑪9歲離家成為四處遊蕩的耆那教徒，18歲還俗，投入由聖雄甘地開創的印度土地改革及和平運動。1963年，他20歲，決定和一位朋友開展「和平朝聖」，由印度步行到世界四大核子武力中心，即莫斯科、巴黎、倫敦和華盛頓。他們遵照導師指示，不帶錢上路，並全程素食。靠著陌生人提供的食物和地方過夜，他們走完了超過8,000英哩的旅程，並向四個國家的領袖表達了反核的聲音。
薩提斯·庫瑪自1973年起在英國德雲郡定居，積極推動和平及環保運動。他堅持認為，每一項政治及社會辯論的核心都必須是敬畏自然。有人批評他這個目標不現實，他如此回應：
|  | 看那些現實主義者對我們做了什麼！他們給我們帶來戰爭、氣候轉變、難以想像的貧窮和大規模的生態破壞。就是因為那些現實主義的世界領袖們，一半人類每天餓著肚子上床，我叫那些說我「不現實」的人給我看看他們的現實主義做了什麼。現實主義是一個過時、過火且完全誇大的概念。 |

此外，於1982年薩提斯·庫瑪與居住社區的其它家長一同創辦了的小小學校（The Small School），以鄉郊社區為基礎，提供學童在學術、技能、藝術及靈性各方面平衡發展的教育空間。又於1991年參與創辦舒馬克學院（Schumacher College），以探究可持續社會及環境發展為核心，提供全面的教育課程，鼓勵學員思考當下可持續發展面臨的各種迫切挑戰，繼而在各種層面積極地做出在地及力所能及的回應。

## 外部連結
- 舒馬克學院 （页面存档备份，存于）
- 小小學校 （页面存档备份，存于）